# Alberto Vázquez
Alberto Vázquez Gurrola (Guaymas, Sonora, 20 de abril de 1940) es un cantante y actor mexicano.

## Biografía y carrera

### Primeros años
Alberto Vázquez Gurrola nació el 20 de abril de 1940 en Guaymas, Sonora. A los seis años de edad, se mudó con su familia a la Ciudad de México. Estudió pintura en la Academia de San Carlos y en La Esmeralda. 

### Inicios musicales
A los catorce años, tuvo la oportunidad de cantar en público en el cine Alameda debido a que su padre era el gerente del sitio. Tres años más tarde comenzó su carrera en el cabaret Cadillac y poco después en el Afro. Durante esa época rechazó un contrato de siete años para presentarse en Las Vegas. En 1960, a la edad de veinte años, grabó su primer LP de baladas en Discos Musart y en 1962 comenzó su carrera fílmica participando en la película A ritmo de twist.

### Trayectoria como cantante
Por su grave voz de Bajo (voz) llamó la atención del público femenino, alcanzó fama con las canciones de “El secreto” y “Rosalía”, a las que siguieron los temas de “Olvídalo”, “Significas todo para mí”, “La felicidad llegó”, “Me Conformo", "Perdóname mi vida”, “Uno para todas”, “Bambina bambina”, “Esta noche mi amor”; “Desencadena mi corazón”, “16 toneladas” y “El pecador”, su más grande éxito.
En 1964 participó en los programas de televisión Premier Orfeón y TV musical Ossart, en este último durante cuarenta y dos programas consecutivos. Ese mismo año destacó en su actuación en la película  La edad de la violencia, al año siguiente protagonizó su primer estelar en el filme Perdóname mi vida. Durante sus más de cincuenta años de trayectoria artística ha grabado más de 100 discos y ha participado en más de 36 películas. Como peculiar característica durante sus presentaciones cantaba con un cigarrillo en la mano.
Junto a Angélica María, César Costa, Julissa, Johnny Laboriel, Manolo Muñoz y Enrique Guzmán, formó parte de la generación que impulsó el rock and roll en México. A principios de los años setenta, incursionó en la música ranchera con mariachi.

## Discografía
- 1959: El Secreto/Rosalía EP
- 1960: Ritmos Juveniles con Alberto Vázquez
- 1961: Alberto Vázquez (El Pecador)
- 1961: Alberto Vázquez Vol. 3
- 1961: Alberto Vázquez Vol. 4
- 1962: Alberto Vázquez Vol. 5
- 1963: Nuevos Éxitos De Alberto Vázquez
- 1964: Baladas Bailables
- 1965: Con Amor
- 1965: Alberto Vázquez Vol. 9
- El Amor Es Triste (1966)
- Ven, Amorcito Ven (1967)
- Alberto Vázquez Vol. 12 (1968)
- El Estilo Ranchero De Alberto Vázquez (1968)
- Alberto Vázquez Vol. 14 (1969)
- El Estilo Ranchero de Alberto Vázquez Vol. 2 (1969)
- Sensacional Y Romántico (1970)
- Soñando Con El Amor (1971)
- Alberto Vázquez Con Mariachi (1971)
- Alberto Vázquez Con Orquesta (1972)
- Alberto Vázquez Con Mariachi [Corazón Vagabundo] (1973)
- Alberto Vázquez Con Mariachi Vol. 3 (1974)
- Rock Y Baladas (1974)
- Alberto Vázquez Con Mariachi Rancheras Románticas (1975)
- Alberto Vázquez Con Los Mejores Mariachis (1975)
- Alberto Vázquez Con Mariachi [Recuerdos De Una Noche] (1976)
- Alberto Vázquez Con Mariachi [Mi Viejo] (1977)
- Como No Creer... (1978)
- Rancheras Románticas Vol. 2 (1979)
- Para Cuando Vuelva El Amor... (1979)
- Alberto Vázquez Interpreta A José Alfredo Jiménez (1979)
- Jalisco (1980)
- Alberto Vázquez Y Sus Rancheras Románticas Vol. 3 (1981)
- Con Sabor Norteño Y Con Sentimiento Ranchero (1981)
- A Mi Modo (1982)
- I'm Talking A Heart Break [Alberto Vázquez Canta En Inglés] (1982)
- 15 Grandes Éxitos Nuevas Versiones (1983)
- Al Modo Mío (1983)
- Hoy (1986)
- Alberto Vázquez Con Banda (1987)
- Alberto Vázquez De Banda (1987)
- Alberto Vázquez Con La Banda La Costeña (1987)
- 15 Éxitos 15 Con Tambora (1987)
- Alberto Vázquez [Maracas] (1988)
- Alberto Vázquez [Pa Que Me Sirve La Vida] (1988)
- Alberto Vázquez (1989)
- Alberto Vázquez [Interpreta A Joan Sebastian] (1990)
- Alberto Vázquez Con Tambora (1990)
- Alberto Vázquez Con Tambora Vol. 2 (1991)
- Alberto Vázquez Con Tambora Vol. 3 (1991)
- Guitarras, Lloren Guitarras (1992)
- Te Propongo Algo (1992)
- Alberto Y Juan (1993)
- Cosas De Alberto Vázquez (1995)
- Más Cosas De Alberto Vázquez (1997)
- Igual Como Ayer (1998)
- Mónica Y Jerome EP (1998)
- Si Pudiera Detener El Tiempo (2000)
- Boleros De Oro En LA Voz De Alberto Vázquez (2002)
- Alberto Vázquez Con Trío (2003)
- En Concierto En el Auditorio Nacional (2004)
- ¿Quién Será? (2005)
- Pasión Y Romance Con MAriachi (2006)
- A Lo Duranguense (2007)
- Baladas Inéditas (2008)
- Noche Mágica 50 Aniversario (2010)
- 50 Aniversario En Vivo Desde El Auditorio Nacional (2014)
- Gente Que Ama (2017)
- Slowly (2018)

## Filmografía

### Cine
- A ritmo de twist (1961)
- Luna de miel para nueve (1961)
- La edad de la violencia (1962)
- Un callejón sin salida (1962)
- Santo contra el estrangulador (1963)
- Perdóname mi vida (1964)
- La alegría de vivir (1965)
- Lanza tus penas al viento (1966)
- Serenata en noche de luna (1967)
- Romeo contra Julieta (1967)
- Me quiero casar (1967)
- Caballos de acero (1967)
- Vestidas y alborotadas (1968)
- Patrulla de valientes (1968)
- Cuando los hijos se van (1968)
- Faltas a la moral (1970)
- Pancho Tequila (1970)
- Jóvenes de la Zona Rosa (1970)
- Un amante anda suelto (1970)
- Águilas de acero (1970)
- Nido de fieras (1971)
- Caín, Abel y el otro (1972)
- Ni solteros, ni casados (1972)
- Mi niño Tizoc (1972)
- Pilotos de combate (1973)
- Ni solteros, ni cazados (1980)
- Amor a navaja libre (1982)

### Televisión
- Nosotros los pobres (1973)
- Agujetas de color de rosa (1994)
- El secreto (2001) - Alberto